# TV 시즈오카
TV 시즈오카는 1968년 12월 24일 시즈오카현의 2번째 민영방송국으로 개국했다.
약칭은 SUT, 콜사인은 JOQH-DTV이다.

## 개요
- 개국 당초에는 후지 TV, 간사이 TV 방송, 도카이 TV외, 니혼TV, NET-TV(현：TV 아사히), 마이니치 방송, 요미우리 TV 방송, 나고야 TV 방송, 주쿄 TV 방송의 프로그램도 방송되고 있었지만 시즈오카 현민방송(SKT.현：시즈오카 아사히 TV, SATV)가 개국한 1978년 7월 1일을 기점으로 후지TV 계열 완전가맹국이 되었다.
- 마이니치 방송 프로그램은 1975년 4월 간사이지역 준 중심방송국 네트워크 교환에 따라 시즈오카 방송(SBS)으로 이행되고 대신 아사히 방송의 프로그램의 일부가 TV 시즈오카에서 방송되게 되었다.
- 자사 제작 프로그램이 적기 때문에, 지역방송 시간대에는 예전 프로그램의 재방송을 중심으로 구성되어 있다.

## 역사
- 1967년 11월 1일 - 예비 면허.
- 1968년 2월 13일 - 시즈오카 UHF텔레비전 주식회사 설립.
- 1968년 10월 9일 - 시험 전파 발사.
- 1968년 10월 30일 - 회사명을 주식회사 TV 시즈오카로 변경.
- 1968년 11월 1일 - 아날로그 방송 서비스 방송을 개시.
- 1968년 12월 24일 - 아날로그 방송 본방송 개시.
- 1993년 - J리그 시미즈 에스펄스의 필두 주주가 된다.(1997년 10월까지)
- 2005년 3월 25일 - 지상파 디지털 텔레비전 방송 시험 방송 개시.
- 2005년 10월 3일 - 디지털 텔레비전 방송 서비스 방송 개시.
- 2005년 11월 1일 - 디지털 방송 본방송 개시
- 2006년 3월 6일 - 원세그 시험 전파를 처음으로 발사.
- 2006년 3월 9일 - 원세그 서비스 방송을 개시.
- 2006년 4월 1일 - 원세그 본방송을 개시.
- 2011년 7월 24일 - 디지털 방송 본방송 전환, 아날로그 본방송 종료. 하마마츠 중계국 콜사인 JORH-TV 사용 종료.

## 네트워크의 변천
- 1968년 12월 24일 - 산케이그룹 계열 출자에 의해 설립되었기 때문에 뉴스 계열은 FNN완전가맹국이 된다.프로그램은 니혼TV계열·후지 TV계열·NET-TV계열을 조합한 편성으로 방송한다.
- 1969년 4월 1일 - 시즈오카 방송에서 개국 당시 이행되지 않았던 후지 텔레비전의 프로그램이 이행된다.
- 1969년 10월 1일 - 이 날 발족한 FNS에 가맹.
- 1972년 4월 1일 - 시즈오카 방송에 남아 있던 일부 후지 텔레비전 프로그램이 완전이행.
- 1975년 3월 31일 - 간사이지역 준 중심방송국 네트워크 교환에 의해 마이니치 방송 프로그램을 시즈오카 방송으로 이동시키는 대신 시즈오카 방송측에서 방송하던 아사히 방송 제작 프로그램 일부를 방송하기 시작한다.
- 1978년 7월 1일 - 시즈오카 현민 방송개국에 의해 니혼TV·TV아사히 계열 프로그램이 사라진다.

## 특징
- 아날로그 텔레비전 방송 시절 시즈오카 본국과 하마마츠 중계국의 아날로그 콜사인이 서로 달라서[1] 현 서부 전용CM을 방송하고 있었고 덧붙여 시즈오카의 민영 텔레비전 방송국에서 하마마츠 중계국에 콜사인이 부여된 방송국은 SUT와 SBS밖에 없었다.
- 1980년에 일어난 시즈오카 역전 지하로 폭발사건 당시 2차폭발로 인해 근처에 있는 빌딩에 있었던 시즈오카 지사 영업부가 피해를 입었다.
- 이전에는 「하마마츠 본사」를 마련해 건물내에 「하마마츠 스튜디오」도 병설하고 있다가 조직 재편등으로 후에 폐지했다.[2] 덧붙여 「하마마츠 본사」가 있던 장소는 현재 시즈오카FM방송(K-MIX)의 본사·스튜디오가 되고 있다.참고로 하마마츠 지사는 장소만 바뀌었을 뿐 현재도 영업활동이나 시즈오카현 서부의 보도 취재 거점이 되고 있다.

## 시즈오카현에 있는 다른 텔레비전·라디오 방송국
- NHK 시즈오카 방송국
- 시즈오카 제일 TV(SDT)(니혼 TV 계열)
- 시즈오카 아사히 TV(SATV)(TV 아사히 계열)
- 시즈오카 방송(SBS)(TV는 도쿄 방송 계열, 라디오는 JRN&NRN계열)
- 시즈오카 FM방송(JFN 계열)